# Giovanni Bernaudeau
Pour les articles homonymes, voir Bernaudeau.
Giovanni Bernaudeau, né le 25 août 1983 à Fontenay-le-Comte, est un coureur cycliste français. Il est le fils de Jean-René Bernaudeau.

## Biographie
Giovanni Bernaudeau débute au Vélo club du Pays de la Châtaigneraie avant de rejoindre le club Vendée U-Pays de la Loire. Il fait ses débuts dans le peloton professionnel en 2005 dans l'équipe Bouygues Telecom dirigée par son père, Jean-René Bernaudeau. 
Avec cette équipe, il participe notamment au Tour d'Italie, qu'il termine à la 110e place en 2005 ; il court aussi cette épreuve en 2006 mais doit abandonner lors de la quatorzième étape.
En 2007, il prend pour la première fois le départ du Tour d'Espagne mais ne termine pas l'épreuve.
Il obtient quelques bonnes performances en 2008, terminant sixième de la Tropicale Amissa Bongo au Gabon, puis deuxième de la cinquième étape du Tour de Bavière. Il est également quatrième de la deuxième étape du Tour de Pologne.
En 2009, il participe au Tour d'Espagne pour la deuxième fois.
En 2011 il est tout proche de la victoire à la Tropicale Amissa Bongo en prenant la 2e place de la 3e étape derrière le jeune Nacer Bouhanni et il réalise un bon Paris-Corrèze en prenant la dixième place au classement général. 
En 2012, il se classe 36e de Paris-Nice. Au Critérium du Dauphiné, il s'échappe durant la 1re étape et s'empare du maillot de meilleur grimpeur qu'il conserve pendant une partie de l'épreuve. Il participe cette année-là à son premier Tour de France mais doit abandonner au cours de la quinzième étape.
Au cours de l'année 2013, il finit à la troisième place d'une étape du Rhône-Alpes Isère Tour.
Le début de la saison cycliste 2015 voit le coureur de la formation Europcar terminer deuxième de la Tropicale Amissa Bongo, il remporte également le classement de la montagne de cette course. Non conservé dans son équipe en fin de saison, il fait le choix de mettre un terme à sa carrière de coureur cycliste professionnel.

## Palmarès
- 2000
  - 3e de La Bernaudeau Junior
- 2004
  - Essor mayennais :
    - Classement général
    - 2e étape

  - 2e de Paris-Tours espoirs
- 2015
  - 2e de la Tropicale Amissa Bongo

## Résultats sur les grands tours

### Tour de France
1 participation
- 2012 : abandon (15e étape)

### Tour d'Italie
2 participations
- 2005 : 110e
- 2006 : non-partant (14e étape)

### Tour d'Espagne
2 participations
- 2007 : abandon (5e étape)
- 2009 : abandon (8e étape)

## Classements mondiaux
| Année                  | 2009 | 2010 | 2011 | 2012  | 2013  | 2014 | 2015 |
| ---------------------- | ---- | ---- | ---- | ----- | ----- | ---- | ---- |
| Calendrier mondial UCI | nc   | nc   |      |       |       |      |      |
| UCI World Tour         |      |      |      |       |       | nc   |      |
| UCI Africa Tour        |      | nc   |      |       |       |      | 36e  |
| UCI Europe Tour        |      | nc   | 858e | 1067e | 1152e |      |      |